# Kanton La Chambre
Der Kanton La Chambre war von 1860 bis 2015 ein französischer Wahlkreis im Département Savoie. Er umfasste 14 Gemeinden und hatte seinen Hauptort in La Chambre.

## Gemeinden
Der Kanton bestand aus vierzehn Gemeinden:
| Gemeinde                    | Einwohner Jahr | Fläche km² | Bevölkerungsdichte | Code INSEE | Postleitzahl |
| --------------------------- | -------------- | ---------- | ------------------ | ---------- | ------------ |
| La Chambre                  | 1.133 (2013)   | 3,2        | 354 Einw./km²      | 73067      | 73130        |
| La Chapelle                 | 351 (2013)     | 12,28      | 29 Einw./km²       | 73074      | 73660        |
| Les Chavannes-en-Maurienne  | 247 (2013)     | 4,69       | 53 Einw./km²       | 73083      | 73660        |
| Montaimont                  | 157 (2013)     | 28,35      | 6 Einw./km²        | 73163      | 73130        |
| Montgellafrey               | 65 (2013)      | 19,36      | 3 Einw./km²        | 73167      | 73130        |
| Notre-Dame-du-Cruet         | 219 (2013)     | 1,9        | 115 Einw./km²      | 73189      | 73130        |
| Saint-Alban-des-Villards    | 96 (2013)      | 24,02      | 4 Einw./km²        | 73221      | 73130        |
| Saint-Avre                  | 853 (2013)     | 3,64       | 234 Einw./km²      | 73224      | 73130        |
| Saint-Colomban-des-Villards | 192 (2013)     | 81,12      | 2 Einw./km²        | 73230      | 73130        |
| Saint-Étienne-de-Cuines     | 1.198 (2013)   | 20,5       | 58 Einw./km²       | 73231      | 73130        |
| Saint-François-Longchamp    | 245 (2013)     | 12,97      | 19 Einw./km²       | 73235      | 73130        |
| Sainte-Marie-de-Cuines      | 810 (2013)     | 14,95      | 54 Einw./km²       | 73255      | 73130        |
| Saint-Martin-sur-la-Chambre | 535 (2013)     | 4,69       | 114 Einw./km²      | 73259      | 73130        |
| Saint-Rémy-de-Maurienne     | 1.266 (2013)   | 44,26      | 29 Einw./km²       | 73278      | 73660        |